# Alita: Anjo de Combate
Alita: Battle Angel (bra/prt: Alita: Anjo de Combate) é um filme estadunidense de ficção científica e de ação baseado no mangá de Yukito Kishiro, Battle Angel Alita, lançado oficialmente em 14 de fevereiro de 2019. O filme é produzido por James Cameron e Jon Landau, e dirigido por Robert Rodriguez, a partir de um roteiro escrito por Cameron, Rodriguez e Laeta Kalogridis. O elenco é liderado por Rosa Salazar no papel-título, e também inclui Christoph Waltz, Jennifer Connelly, Mahershala Ali, Ed Skrein, Jackie Earle Haley e Keean Johnson.
Originalmente anunciado em 2003, a produção e lançamento do filme foram repetidamente adiados devido ao trabalho de Cameron em Avatar e suas sequências. Após anos de definhamento no limbo de desenvolvimento, Rodriguez foi anunciado como diretor do filme em abril de 2016, com Rosa Salazar sendo escalada no mês seguinte. As filmagems começaram em Austin, Texas , em outubro de 2016, com duração até fevereiro de 2017.
Alita: Battle Angel estreou no Odeon Leicester Square em 31 de janeiro de 2019 e foi lançado mundialmente em 14 de fevereiro de 2019 pela 20th Century Fox nos formatos Real D 3D , Dolby Cinema e IMAX 3D. O filme recebeu críticas mistas de críticos com elogios por seus efeitos visuais, sequências de ação e performance de Salazar, enquanto as críticas eram dirigidas ao roteiro "confuso" e à montagem com elementos incompletos deixados na expectativa por sequências.

## Enredo
É o ano de 2563, séculos após uma guerra catastrófica conhecida como "A Queda" que deixou a Terra devastada. Enquanto explorava o ferro-velho/aterro público/lixão de Iron City, o cientista ciborgue Dr. Dyson Ido descobre um ciborgue feminino sem corpo com um cérebro humano totalmente intacto. Ido reconstrói a ciborgue, que não tem lembranças de seu passado e a batiza de "Alita", que depois descobrimos que era o nome de sua filha falecida.
Alita faz amizade com Hugo, que sonha em se mudar para a rica cidade voadora de Zalem. Hugo apresenta-a ao competitivo esporte de Motorball, uma batalha na qual os ciborgues lutam até a morte.
Alita descobre que Ido é um caçador de recompensas quando ela o segue uma noite e eles encontram três assassinos ciborgues liderados por Grewishka. Quando Ido é ferido, Alita instintivamente ataca os ciborgues, matando dois deles enquanto danifica severamente Grewishka antes que ele se retire debaixo da terra. Apesar de Alita redescobrir sua habilidade na antiga arte marcial de "Panzer Kunst", Ido a desencoraja de se tornar uma caçadora de recompensas. No dia seguinte, Alita encontra uma nave espacial abatida de Marte do lado de fora da cidade e traz para casa um corpo Berserker. Ido se recusa a instalá-la no corpo, temendo as consequências da total compatibilidade deste.
Farto de Ido, a própria Alita registra-se como guerreira caçadora. Uma noite, ela e Hugo entram no Kansas Bar para pedir a outros caçadores de recompensas para ajudá-la a derrubar Grewishka, mas eles recusam, já que Grewishka não está na lista de procurados. De repente, um Grewishka atualizado entra no bar e desafia Alita para uma revanche, revelando que ele foi enviado por seu chefe, Dr. Nova, para destruí-la. Apesar de sua coragem e habilidades em artes marciais, o corpo de Alita é cortado pelos dedos laminados de Grewishka pouco antes que ela o cegue com o braço esquerdo e Ido, Hugo e outro caçador de recompensas o forçam a recuar. Ido transplanta Alita no corpo de Berserker, que interage automaticamente com o sistema dela.
Apaixonada por Hugo, Alita entra numa corrida de teste de Motorball como forma de enviar Hugo para Zalem. Ido descobre que os outros competidores são caçadores de recompensas e outros ciborgues contratados por Vector, um empresário trabalhando sob Nova, para matá-la. Ele avisa Alita e quando a corrida começa, ela destrói muitos dos competidores com suas habilidades superiores. Enquanto isso, Hugo está sendo caçado por Zapan, depois que ele arma Hugo por ter assassinado um ciborgue. Hugo chama Alita para ajudar e ela deixa a corrida de Motorball para resgatá-lo. Ela encontra Hugo assim que Zapan chega e revela a ela que Hugo vem atacando ciborgues e roubando suas partes do corpo deles para uso em seus jogos de Motorball para Vector. Sabendo que Alita está apaixonada por Hugo, Zapan o feriu mortalmente e disse a Alita que a lei e a ética dos caçadores de recompensas ditava que ela deveria matar Hugo ou deixar Zapan acabar com ele. Chiren, ex-esposa de Ido, consegue salvar Hugo, conectando a cabeça no coração de Alita. Zapan tenta impedir Alita de sair, mas além de ser crime roubar a recompensa, ela corta parte do rosto dele e pega sua espada de aço damasco.
Ido transplanta a cabeça de Hugo em um corpo ciborgue antes de dizer a Alita que as ações de Hugo foram baseadas na falsa crença de que ele seria capaz de comprar seu caminho até Zalem. Ido confidencia que isso foi apenas uma mentira fabricada por Vector e que os cidadãos de Iron City nunca poderiam ir para Zalem. Alita decide confrontar Vector, que foi controlado pelo Dr. Nova, um poderoso cientista da Zalem. Através de Vector, Nova revela a Alita que Chiren foi colhida para uso de seus órgãos e então ordena que Grewishka a mate. Alita luta com Grewishka novamente e o corta ao meio antes de esfaquear Vector, dizendo a Nova que ele cometeu o erro de subestimá-la.
Ido diz a Alita que Hugo fugiu e está desesperadamente tentando subir um tubo de fábrica em direção a Zalem. Alita implora a Hugo para voltar com ela, mas de repente um enorme anel de defesa acionado por Nova vem correndo pelo cano, rasgando o corpo de Hugo e jogando-o para o ar. Pulando atrás dele, Alita é incapaz de impedir que Hugo caia para a morte, mas não antes de poder agradecê-la por mudá-lo.
Meses depois, Alita é a estrela do torneio Motorball. Enquanto a multidão aplaude, ela aponta sua espada para Zalem enquanto Nova a observa de cima.

## Elenco
- Rosa Salazar como Alita, a cyborg heroína do título, que descobre a antiga arte marcial "Panzer Kunst" .[12][16]
- Christoph Waltz como o Dr. Dyson Ido, um cientista que zela por Alita.
- Jennifer Connelly como Chiren, ex-esposa de Ido, que saiu com ele da falsa utopia de Zalem, mas ficou desencantada com a verdadeira liberdade.[17]
- Mahershala Ali em duas funções, um sendo Vector, um homem que combina partidas de combate de Motorball e a outra um capanga que é possuído pelo Dr. Nova.[18][19]
- Ed Skrein como Zapan, um cyborg caçador de recompensas que fica incomodado com Alita e acaba querendo estragar a vida de Alita atrapalhando seus planos.
- Jackie Earle Haley como Grewishka, um enorme cyborg baseado em uma "fusão" entre Grewcica do Battle Angel OVA e em Makaku do mangá.[20][21]
- Keean Johnson como Hugo, o interesse amoroso de Alita, que também a ensina a jogar um jogo estilo gladiador chamado Motorball.
- Michelle Rodriguez como Gelda, uma guerreira ciborgue de Marte que treinou Alita.[22]
- Lana Condor como Koyomi, uma adolescente e amiga de Hugo.
- Eiza González como Nyssiana
- Idara Victor como Enfermeira Gerhad, ajudante de Ido
- Jorge Lendeborg Jr como amigo de Hugo
- Jeff Fahey as McTeague, um caçador de recompensas que comanda um grupo de cães robôs.
- Leonard Wu como Kinuba
- Marko Zaror como Ajakutty, um Motorball jogador.
- Casper Van Dien como Amok[23]
- Edward Norton como Dr. Nova (não creditado), principal vilão e que maquina tudo por trás para pegar a fonte de energia que é o coração de Alita.[24][25]

### Dublagem brasileira
- Estúdio de dublagem: Delart[26]

- Direção de dublagem: Manolo Rey
- Alita: Isabella Simi
- Hugo: Charles Emmanuel
- Ido: Hercules Franco
- Grewishka: Alexandre Moreno
- Vector/ Nova: Léo Martins
- Zapan: Cafi Balloussier
- Chiren: Miriam Ficher
- Tanji: Yan Gesteira
- Deckman: Philippe Maia
- McTeague: Guto Nejaim
- Koyomi: Ana Elena Bittencourt
- Gehard: Patricia Garcia
- Gelda: Taís Feijó
- Nyssiana: Izabel Lira
- Kinuba: Felipe Drummond
- Vozes adicionais: Amanda Manso, Bruno Carnavale, Filipe Gimenez, Guilherme Lopes, Jorge Lucas, Leonardo Serrano, Marcio Aguena, Márcio Simões, Matheus Perisse, Milton Parisi, Nando Sierpe, Natália Alves, Regina Maria Maia, Rodrigo Oliveira, Tonia Mesquita e Yuri Calandrino.[27]

## Produção

### Desenvolvimento
O mangá Battle Angel Alita de Yukito Kishiro foi recomendado com muita atenção por Guillermo del Toro para o colega diretor e produtor James Cameron, que chamou muita a sua atenção e imediatamente ficou encantado com o conceito.
O nome de domínio "battleangelalita.com" foi registrado para James Cameron pela 20th Century Fox por volta de junho de 2000. a Fox também registrou o "battleangelmovie.com" de domínio. Em abril de 2003, foi relatado por Moviehole que Cameron havia confirmado que ele iria dirigir um filme de Battle Angel. Além disso, Cameron, confirmou que o roteiro do filme estava em produção durante uma entrevista no programa Tokudane! da rede japonesa TV Fuji em 4 de maio de 2003. Ele foi programado para ser seu próximo filme, depois de Aliens of the Deep , em janeiro de 2005.
Em junho de 2005, O Hollywood Reporter afirmou que o filme estava sendo adiado, enquanto Cameron desenvolvia um filme conhecido como Project 880, que mais tarde seria rebatizado com o nome de Avatar. O site Entertainment Weekly fez uma entrevista em fevereiro de 2006, em que Cameron afirmou que o seu negócio com a 20th Century Fox foi dele produz ambos os filmes. O artigo também alegou que a Battle Angel estava previsto para ser lançado em setembro de 2009. Em junho de 2006, Cameron comentou que Battle Angel foi o segundo de duas trilogias de filmes que ele estava desenvolvendo, sendo que a primeira trilogia era a da saga do filme Avatar.
Em Maio de 2008, Cameron disse que estaria trabalhando em um filme intitulado O Mergulho, uma biografia dos Mergulhistas livres Francisco Ferreras e Audrey Mestre, assim, postergando o filme mais uma vez. em Julho do mesmo ano, na San Diego Comic-Con International, ele reiterou que ele ainda estava empenhado em fazer o filme. Em dezembro de 2009, Cameron comentou durante uma entrevista na MTV News que um script para Battle Angel tinha sido concluída.
Em fevereiro de 2010, o produtor Jon Landau comentou durante uma entrevista que ele afirmou que estava tentando convencer Cameron para alterar o título do filme para Alita Battle Angel: "eu estou dizendo para as pessoas que temos que chamá-lo de Alita Battle Angel, porque o Jim só faz filmes T&A". Landau revelou também que o roteirista Laeta Kalogridis tinha trabalhado em escrever roteiro do filme.
Em agosto de 2010, Cameron afirmou que o filme "ainda está no [seu] radar", mas ele não sabia quando ele iria faze-lo. No entanto, em outubro, ele confirmou que seu próximo filmes seriam duas continuações de Avatar em vez de Battle Angel. Ele ainda afirmou que ele não tinha a intenção de abandonar o filme, afirmando que ele amava muito o projeto para entregá-lo a outro diretor, mas reiterou em junho de 2011 que não seria produzida até as duas continuações de Avatar estivessem concluídas, afirmando que "...Battle Angel não vai acontecer por alguns anos." De acordo com Cameron, a razão para a produção do primeiro filme da saga Avatar é porque ele acredita que o filme pode sensibilizar o público para a necessidade da proteção ambiental.

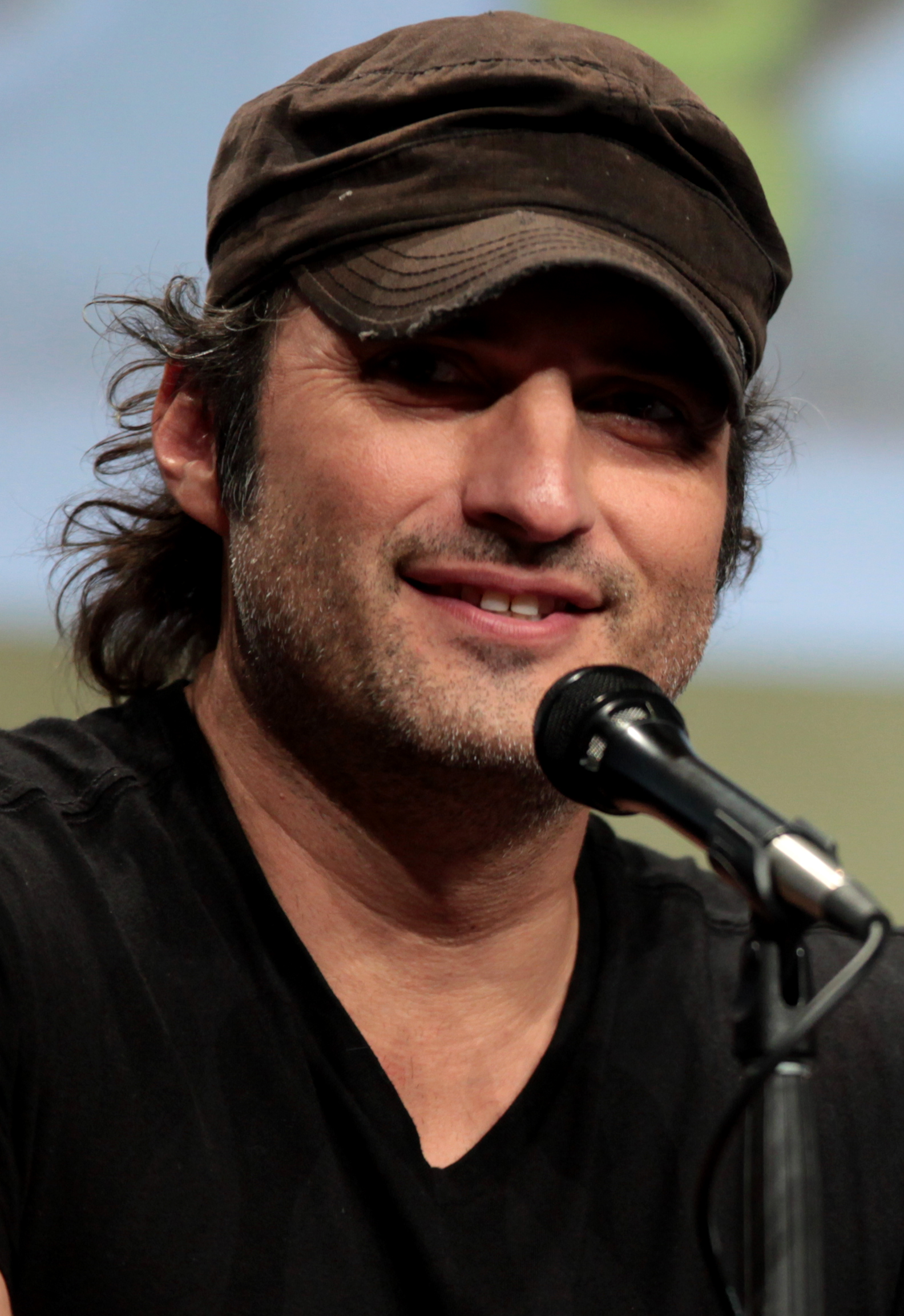
O filme é dirigido por Robert Rodriguez

Durante uma entrevista com Alfonso Cuarón, em julho de 2013, Cameron definiu 2017 como a data em que a produção do filme deve começar. Em outubro de 2015, The Hollywood Reporter informou que o diretor Robert Rodriguez estava em negociações para dirigir o filme, agora intitulado Alita Battle Angel e Cameron deve participar como produtor ao lado de Jon Landau. Rodriguez tinha sido trazido por Cameron para condensar e combinar as 186 paginas de roteiro de Cameron das 600 páginas de anotações no que poderia ser o roteiro de filmagem. Satisfeito com o trabalho de Rodriguez com o roteiro do filme, Cameron, lhe ofereceu para dirigir o trabalho.
Em abril de 2016, The Hollywood Reporter informou que a 20th Century Fox ainda não tinha Sinal verde para o início do filme, pois estavam tentando reduzir o orçamento para algo abaixo dos US$175–$200 milhões. O artigo também anunciou que Rodriguez tinha sido contratado como diretor. No final de maio de 2016, a Fox agenda o filme para a data de lançamento de 20 de julho de 2018.

### Pré-produção
Enquanto estava sob o James Cameron como diretor em potencial, o filme passou a ser produzido com a mesma mistura de live-action e imagens geradas por computador que Cameron usada em Avatar. Especificamente, Cameron pretendia tornar o personagem principal, Alita, completamente em CGI. Cameron afirmou que ele gostaria de fazer uso de tecnologias desenvolvidas para Avatar para produzir o filme, tais como a Fusion Camera System, performance de captura facial e o Simulcam. Em maio de 2006, a Variedade informou que Cameron tinha passado os últimos dez meses o desenvolvimento da tecnologia para produzir o filme.
Em outubro de 2008, Mark Goerner, um artista digital que trabalhou no filme por um ano e meio, comentou que a pré-produção do filme estava principalmente terminado.
James Cameron afirmou que pretende adaptar a "espinha dorsal da historia" do mangá original de Yukito Kishiro, com um foco específico nos primeiros quatro volumes. Ele especialmente quer incluir o esporte ficcional "Motorball" do terceiro e quarto volume. Na narrativa, o esporte desempenhou um papel importante no arco da história de Alita, porque fazia parte de seu desenvolvimento como personagem.

### Seleção de elenco
Em abril de 2016 artigo no The Hollywood Reporter informou que as atrizes Maika Monroe, Rosa Salazar, e Zendaya estavam na final da seleção para ser considerada para assumir o papel de Alita no filme, com a decisão saindo dentro de algumas semanas. O artigo relatou a antiga parceira de seriado da atriz Zendaya, Bella Thorne tinha também feito o teste para o elenco. Perto do fim de Maio de 2016, o site Collider.com informou que Salazar tinha sido escolhido.
Em agosto de 2016, foi relatado que Christoph Waltz estava em negociações para desempenhar papel do o Dr. Dyson Ido, que é o equivalente ao Dr. Daisuke Ido do mangá original. Em 14 de setembro de 2016, foi anunciado que Jackie Earle Haley tinha sido escalado como um cyborg vilão. Em 21 de setembro de 2016, a Variety  informou que Ed Skrein estava em negociações para um papel no filme; The Hollywood Reporter confirmou mais tarde que ele tinha sido escolhido para ser o antagonista Zapan.
Em 30 de setembro de 2016, Keean Johnson teria sido escolhido para interpretar Hugo, o interesse amoroso de Alita, que mais tarde se tornaria o motivo para ela jogar um jogo estilo gladiador chamado "Motorball". O estúdio também considerado Avan Jogia, Douglas Booth, Jack Lowden, e Noah Silver para o papel, mas acabou sendo decidido que seria o ator Keean Johnson, porque eles estavam procurando por alguém que tivesse traços "eticamente ambíguos". Em 3 de outubro de 2016, Mahershala Ali estaria em conversações para o papel vilão de Vector, um homem que "cuida" das partidas de Motorball. Em uma entrevista após ganhar o seu Melhor Ator coadjuvante no 89ª Prêmios da Academia, Ali revelou que ele iria desempenhar dois papéis no filme, embora ele não entrou em detalhes sobre a natureza do segundo papel.
No dia 5 de outubro de 2016, foi relatado que a Eiza González havia entrado para o elenco do filme. González é um dos protagonistas da série de televisão de Rodriguez,  Um Drink no Inferno. Jorge Lendeborg Jr. foi anunciado para um papel no filme em 7 de outubro de 2016. Ele será o amigo de Hugo. Foi relatado que Lana Condor juntou-se ao elenco em 11 de outubro de 2016, retratando a adolescente órfã Koyomi. Em 18 de outubro de 2016, Leonard Wu foi escolhido como o cyborg Kinuba. Marko Zaror juntou-se ao elenco como o cyborg Ajakutty em dezembro de 2016. Em 7 de fevereiro de 2017, Jennifer Connelly juntou o filme no papel de uma vilã desconhecida. Michelle Rodriguez foi anunciado que participa do filme após o término das filmagens, no dia 22 de fevereiro de 2017.

### Filmagens
O filme começou a rodar em Austin, Texas, no dia 17 de outubro, em 2016, e concluiu em 9 de fevereiro de 2017. No final de janeiro de 2017, houve uma chamada de elenco procurando figurantes extras de motoqueiros, punkers ou emos para filmar as cenas em Austin nas noites de fevereiro, 3, 6, e 7 de fevereiro de 2017.

### Música
Em 17 de dezembro de 2018, foi anunciado que Dua Lipa teria uma música incluída na trilha sonora do filme intitulada "Swan Song".

### Pós-produção
Os efeitos visuais foram fornecidos pela Weta Digital , DNEG e Framestore e supervisionados por Joe Letteri, Eric Saindon, Nick Epstein, Raymond Chen e Nigel Denton-Howes.

## Lançamento
O filme foi lançado pela 20th Century Fox em 14 de fevereiro de 2019 e está sendo exibido nos cinemas IMAX. O filme foi originalmente lançado em 20 de julho de 2018, mas em fevereiro de 2018, o filme foi adiado para 21 de dezembro, antes de ser adiado novamente no final de setembro para sua data de lançamento atual. O filme está previsto para ser lançado na China em 22 de fevereiro de 2019, após os feriados do Ano-novo chinês.
O filme estreou mundialmente em 31 de janeiro de 2019 no Leicester Square Theatre em Londres. Cameron anunciou que o filme iria realizar prévias gratuitas de um dia nos Estados Unidos na quinta-feira, 31 de janeiro de 2019. O filme também teve um lançamento antecipado em cinemas na Malásia e em Taiwan. 5 de fevereiro, Filipinas em 6 de fevereiro e Índia em 8 de fevereiro.

## Marketing
O primeiro trailer do filme foi lançado em 8 de dezembro de 2017, com uma versão de julho de 2018 em mente. As filmagens receberam uma resposta mista, com a maioria dos comentários focados na aparência do personagem titular, Alita. Andrew Liptak do The Verge afirmou que "O personagem parece um boneco de anime ganhando vida, ou como um personagem da Disney que é apenas um fio de cabelo do normal. É provavelmente uma escolha deliberada, feita para lembrar os espectadores a cada momento que Alita não é humana. Mas depois de tantos anos dos especialistas de animação digital tentando imitar rostos humanos de forma convincente e não foram totalmente sucedidos, ainda é perturbador ver um personagem pairando tão próximo do realismo, enquanto permanece tão longe disso". Adam Chitwood da Collider estava intrigado e cautelosamente otimista, dizendo: "Essa coisa parece loucura, e agora está claro por que Cameron estava pensando em direcionar isso em primeiro lugar. A escolha de fazer a sua protagonista uma criação de CG foto-real interagindo com personagens humanos reais é muito ambicioso, e eu posso dizer com certeza que isso não se parece com nada que Robert Rodriguez tenha feito antes. Eu não sei se vai ser bom, mas definitivamente parece que pelo menos será interessante."
Um segundo trailer foi exibido no San Diego Comic-Con 2018 e foi lançado on-line em 23 de julho de 2018, com a versão de dezembro de 2018 em mente. O trailer contou com um cover de "New Divide" do Linkin Park, feito pelo compositor J2 com o vocalista Avery. O terceiro trailer foi lançado em novembro de 2018, quase um ano após o lançamento do primeiro trailer.
Em novembro de 2018, a editora Titan Books publicou Alita: Battle Angel - Iron City, um romance prequela do filme. O romance foi escrito por Pat Cadigan, um notável autor de ficção científica. e no dia 18 de Fevereiro de 2019 será lançado o livro com a novelização do filme da mesma autora da prequela
Em fevereiro de 2019, a Twentieth Century Fox colaborou com Iam8bit para criar "Passport to Iron City", uma recriação do cenário do filme para os fãs fazerem uma turnê. "Passport to Iron City" está disponível, inicialmente, em Nova York, Los Angeles e Austin.

## Recepção
Uma prévia do filme foi mostrada no início de janeiro de 2019 para membros da imprensa. A pré-estreia do filme gerou reações muito positivas, com elogios direcionados para a história, roteiro, ação, efeitos visuais e performances.

### Primeiras críticas
No início de fevereiro de 2019 após as prévias de janeiro, o site Rotten Tomatoes, baseado em 186 avaliações feitas pela crítica (113 positivas e 73 negativas), registrou uma nota média de 6,0 pontos, enquanto a avaliação média da opinião pública foi de 4,6/5.
No site Metacritic, ainda antes da estreia do dia 14 de fevereiro, dava nota 54 baseado na opinião de somente 20 críticos, sendo 8 dando notas acima de 60 (e dentro deste 2 acima de 80 e o resto dando notas entre 40, 50 e 60).